# Zhadong (häradshuvudort i Kina, Tibet Autonomous Region, lat 29,65, long 84,17)
Zhadong (kinesiska: 扎东, Zhongba Xian, 仲巴县) är en häradshuvudort i Kina. Den ligger i den autonoma regionen Tibet, i den sydvästra delen av landet, omkring 670 kilometer väster om regionhuvudstaden Lhasa. Antalet invånare är 22 147. Befolkningen består av 10 809 kvinnor och 11 338 män. Barn under 15 år utgör 31 %, vuxna 15-64 år 64 %, och äldre över 65 år 4,0 %.
Trakten runt Zhadong är nära nog obefolkad, med mindre än två invånare per kvadratkilometer. Det finns inga andra samhällen i närheten. Trakten runt Zhadong är ofruktbar med lite eller ingen växtlighet.
Genomsnittlig årsnederbörd är 561 millimeter. Den regnigaste månaden är juli, med i genomsnitt 123 mm nederbörd, och den torraste är april, med 14 mm nederbörd.